# Souk Tlet El Gharb
Souk Tlet El Gharb (franska: Souk Tlet El Gharb (CR), Souk Tlet El Gharb (Commune Rurale), arabiska: الحوافات) är en kommun i Marocko.   Den ligger i provinsen Kénitra och regionen Rabat-Salé-Kénitra, i den norra delen av landet, 90 km nordost om huvudstaden Rabat. Antalet invånare är 22 416.